# خدا از ما خسته شده
خدا از ما خسته شده (به انگلیسی: God Grew Tired of Us) یک فیلم مستند آمریکایی محصول سال ۲۰۰۶ در مورد سه نفر از " پسران گمشده سودان " است، گروهی حدود ۲۵۰۰۰ مرد جوان که از دهه ۱۹۸۰ از جنگ‌های سودان فرار کرده‌اند و تجربیات آنها در هنگام انتقال به ایالات متحده آمریکا است را روایت می‌کند. نویسندگی و کارگردانی این فیلم توسط کریستوفر دیلون کوین انجام شده‌است.